# Jaume Collboni i Cuadrado
Jaume Collboni i Cuadrado   (el Baix Guinardó, 5 de setembre de 1969) és un polític i advocat català, batlle de Barcelona des del 2023.
La seva dedicació a la política va començar durant la seva etapa com a estudiant universitari. Es va afiliar al Partit dels Socialistes de Catalunya en 1991. L'any 2010 va entrar com a diputat per la província de Barcelona al Parlament de Catalunya. Posteriorment, el 2014, va deixar el seu escó per a centrar-se en les primàries del partit a candidat per l'Alcaldia de Barcelona. Des de llavors, ha estat el líder socialista de l'Ajuntament de Barcelona, exercint de segon tinent d'alcalde (2016-2017), primer tinent d'alcalde (2019-2023) i actualment batlle de Barcelona des del 17 de juny de 2023.

## Biografia
Va néixer a Barcelona l'any 1969, al Baix Guinardó, i ha viscut a diferents punts de la ciutat com els barris de La Teixonera, el Barri Gòtic, el Poblenou i la Dreta de l'Eixample.
Va estar casat amb el periodista i productor de televisió tarragoní Óscar Cornejo del 2011 al 2016.

### Trajectòria sindical
Durant els anys en què estudiava dret a la Universitat de Barcelona, va ser elegit Secretari General de l'Associació de Joves Estudiants de Catalunya, càrrec que va ocupar de l'any 1992 fins al 1995. L'any 1996, va impulsar la creació del gabinet tècnic de la UGT de Catalunya, on va formar part de la Direcció Nacional del sindicat des de 1998 fins al 2005 desenvolupant tasques en els àmbits de comunicació, cultura, relacions internacionals i cooperació.

### Trajectòria política
Jaume Collboni va ingressar al Partit dels Socialistes de Catalunya (PSC) l'any 1994, i un any més tard va ser escollit portaveu del Districte d'Horta-Guinardó. Entre l'any 2005 i 2010 va assumir la coordinació del Grup Parlamentari Socialista al Parlament de Catalunya, però no és fins a l'any 2008 quan va entrar a formar part de l'executiva nacional del partit. L'any 2010 fou director de la campanya electoral del PSC per a les eleccions autonòmiques i, aquell mateix any, va obtenir representació al Parlament de Catalunya com a diputat. Treballaria com a portaveu dins la Comissió d'Empresa i Ocupació, i a la vegada, va ser designat ponent a les comissions de la llei electoral de Catalunya i a la comissió de la llei de transparència i accés a la informació pública. El desembre del 2011, durant el transcurs del 12è Congrés dels Socialistes, fou nomenat Secretari de Comunicació i Portaveu del partit.
L'any 2014 es va presentar com a candidat a les primàries obertes organitzades pel PSC per a ser escollit el candidat a l'alcaldia de Barcelona, deixant la seva acta com a diputat al Parlament de Catalunya. Competia amb els seus companys de partit Carmen Andrés, Jordi Martí, Laia Bonet, i Rocio Martínez-Sampere. La primera ronda va ser el dia 29 de març del 2014, on Jaume Collboni i Carmen Andrés van ser els candidats més votats, i en segona ronda Collboni va ser escollit candidat, tot i que amb greus acusacions de tupinada electoral.
Com a alcaldable per Barcelona a les eleccions municipals de 2015, només va aconseguir quatre regidors. Va recolzar a la guanyadora de les eleccions Ada Colau, i un any després va signar amb ella un acord d'esquerres per a formar govern de coalició entre Barcelona en Comú i el PSC. Aquest acord es va trencar el 2017 perquè el PSC va recolzar l'aplicació de l'article 155 de la Constitució espanyola, i això va provocar una forta crisi de govern, ja que BComú està a favor del dret a l'autodeterminació de Catalunya.
Es va presentar novament a les eleccions municipals de 2019, doblant el nombre de regidors, i Jaume Collboni va afavorir que Ada Colau tornés a ser investida alcaldessa amb el seu suport i amb el de Manuel Valls.

### Alcalde de Barcelona
A les eleccions municipals de 2023 es va tornar a presentar i va quedar segon amb deu regidors. Barcelona en Comú i el Partit Popular van votar a favor d'investir-lo alcalde perquè no governés Xavier Trias, cadascun per motius diferents. No va aconseguir aprovar el pressupost per a 2024, per al qual només va tenir els vots a favor del PSC i ERC i va convocar una qüestió de confiança per al 27 de març de 2025, i en gener de 2025 va trencar les negociacions amb Barcelona en Comú per als pressupostos de 2025, havent de prorrogar els de 2024. i el 30 de maig va rebre una reprovació gairebé unànime del ple municipal.